# TMEM229B
TMEM229B (англ. Transmembrane protein 229B) – білок, який кодується однойменним геном, розташованим у людей на короткому плечі 14-ї хромосоми. Довжина поліпептидного ланцюга білка становить 167 амінокислот, а молекулярна маса — 19 531.
| 10         |  | 20         |  | 30         |  | 40         |  | 50         |
| ---------- |  | ---------- |  | ---------- |  | ---------- |  | ---------- |
| MASAEPLTAL |  | SRWYLYAIHG |  | YFCEVMFTAA |  | WEFVVNLNWK |  | FPGVTSVWAL |
| FIYGTSILIV |  | ERMYLRLRGR |  | CPLLLRCLIY |  | TLWTYLWEFT |  | TGFILRQFNA |
| CPWDYSQFDF |  | DFMGLITLEY |  | AVPWFCGALI |  | MEQFIIRNTL |  | RLRFDKDAEP |
| GEPSGALALA |  | NGHVKTD    |  |            |  |            |  |            |

A: Аланін

C: Цистеїн

D: Аспарагінова кислота

E: Глутамінова кислота

F: Фенілаланін

G: Гліцин

H: Гістидин

I: Ізолейцин

K: Лізин

L: Лейцин

M: Метіонін

N: Аспарагін

P: Пролін

Q: Глутамін

R: Аргінін

S: Серин

T: Треонін

V: Валін

W: Триптофан

Локалізований у мембрані.